# 120 (getal)
120 is het natuurlijke getal volgend op 119 en voorafgaand aan 121.
- in de wiskunde
  - 120 = 5! , de faculteit van 5
  - een driehoekig piramidegetal
  - een driehoeksgetal en zeshoeksgetal
  - een harshadgetal
  - een hogelijk samengesteld getal
  - een onaanraakbaar getal
  - een overvloedig getal
- de jaren 120 en 120 v.Chr.
- in de Bijbel:
  - de leeftijd waarop Mozes overleed, Deuteronomium 34:7
  - het aantal talenten dat de koningin van Scheba aan koning Salomo gaf, 1 Koningen 10:10, 
 een numerologische opmerkelijkheid hierbij: {\displaystyle 3+4=7}, Deuteronomium 34:7, en {\displaystyle 3\times 4=12}, {\displaystyle 10=10}, 1 Koningen 10:10: {\displaystyle 10\times 12=120}
- Kodak gebruikt dit nummer als aanduiding van een bepaald filmformaat.
- Staryu is Pokémon nummer 120 uit de Nationale Pokédex.
- Volgens het nummersysteem van J.R.R. Tolkien heet dit twaalftig.